# Crioulo
O termo   crioulo  assume significados diversos, em  diferentes épocas e regiões. 
No Brasil, historicamente, designava o negro nascido no continente americano, em oposição ao natural da África — por vezes chamado "boçal".
Na América espanhola, criollo designava o descendente de espanhóis nascido na América, em oposição aos chapetones, nascidos na Espanha. Segundo as regras da colonização espanhola, apenas os chapetones podiam participar da administração colonial, o que descontentava os criollos (mesmo os mais ricos), que não podiam participar da vida política e decidir seus próprios destinos.
Também se chama crioulo a qualquer dos dialetos ou variantes  resultantes do contato entre a língua do colonizador europeu e a língua da população autóctone.

## Na América espanhola
Eram os descendentes de espanhóis nascidos na América espanhola. Possuíam grandes propriedades e atuavam no comércio. Muitos de seus filhos iam realizar os estudos superiores na Espanha e, ao voltar, exerciam as carreiras de médico, advogado, oficial do exército, entre outras. Os filhos dos grandes aristocratas europeus — em especial espanhóis — que tinham filhos nascidos em terras americanas chamavam a seus filhos de "criollo". O termo era, então, usado como sinônimo para todo aquele que nascesse fora de seu país de origem. Atualmente, o termo apresenta várias nuances desse significado original, dependendo de cada país ou região da América espanhola. Por exemplo, na Argentina, o termo é utilizado geralmente para referir-se à maioria dos descendentes da população da era colonial, independentemente de raça, com exceção dos negros de pele escura e dos indígenas atuais (enquanto os ameríndios não-indígenas também são chamados de criollos).

## No Brasil
No Brasil do século XIX — e tempos anteriores -, chamava-se de crioulos os escravos não-mestiços que tinham nascido no Brasil, diferenciando-os daqueles nascidos na África. Os negros escravizados que sabiam falar português e conheciam os costumes brasileiros (portugueses) eram chamados de "negros ladinos" (derivado de "latinos", mas já com a conotação de "esperto"). Africanos escravizados que desconheciam a língua portuguesa e os costumes da nova terra eram denominados "negros boçais". Certamente, este tom pejorativo contaminou posteriormente o significado de "crioulo". Em geral, os escravos mestiços eram apenas chamados de mulatos, já subentendendo-se que sabiam falar português e conheciam os costumes locais como os escravos crioulos.
No Brasil do século XX e atual, a palavra "crioulo" designa pessoas de pele escura descendentes de africanos subsaarianos, incluindo negros e mestiços, e pode ser considerado racialmente ofensivo. Não inclui pessoas de origem asiática, norte-africana, ameríndios ou qualquer outra que tenha a pele escura.
Na obra de Darcy Ribeiro, cultura crioula refere-se à "configuração histórico‐cultural resultante da implantação da economia açucareira e de seus complementos e anexos na faixa litorânea do Nordeste brasileiro, que vai do Rio Grande do Norte à Bahia", de populações surgidas "da fusão racial de brancos, índios e negros".

## Em Portugal e suas antigas colônias africanas
No mundo lusófono, o termo "crioulo" denomina os filhos de casamentos inter-raciais ou, por extensão, as culturas nascidas do encontro entre o mundo europeu e o africano (como a cabo-verdiana ou a santomense). Em geral, o termo não tem conotação ofensiva nessas regiões. 